# 組織球性壊死性リンパ節炎
組織球性壊死性リンパ節炎（そしききゅうせい・えしせい・リンパせつえん）とは、リンパ節の腫脹・疼痛を伴う良性疾患。亜急性壊死性リンパ節炎、また報告者の菊池昌弘にちなみ菊池病とも呼ばれる。

## 原因
原因は未だ不明である。エプスタイン・バー・ウイルス（EBV）、human herpes virus 6（HHV-6）、human herpes virus 8（HHV-8）、ヒト免疫不全ウイルス（HIV）、parvovirus B19、Yersinia enterocolitica、toxoplasmaなどが関連するとする報告がある、一方で否定的な報告もある。菊池病で特異的な病原体が検出されるわけではない。

## 疫学
東洋人に多く、白人や黒人には極めてまれ。40歳未満に多く発症し、やや女性に多くみられる。

## 症状
扁桃腫大を伴う風邪症候群の様な症状で始まり、38℃程度の発熱（40%）、自発痛または圧痛を伴うリンパ節腫脹、白血球数減少を主要徴候とする。リンパ節腫脹は後頸部に多いが、まれに腹腔内などの部位もみられる。倦怠感（7%）、関節痛（7%）、皮疹（10%）などを呈する。

## 検査
- 血液検査では、白血球数減少（20-32%）、貧血（23%）、赤沈亢進（70%）、異型リンパ球（25%）がみられる。血小板数減少、肝機能障害、LDHやCRPの上昇がみられることもある。
- 造影CTにおいて、リンパ節周囲の脂肪織混濁（perinodal infiltration）が高率に見られる。また、16％程度と必ずしも頻度は高くないが、リンパ節内部の壊死を示唆する内部の増強不良域が見られた場合は、特徴的な所見と考えられる[9]。
- リンパ節生検がおこなわれることもある[10]。

## 鑑別診断
伝染性単核球症、全身性エリテマトーデス、結核性リンパ節炎、悪性リンパ腫が鑑別診断にあげられる。

## 治療
重症例ではステロイド剤の投与。
- 本疾患は自然治癒する疾患であるが、場合によっては治癒までに数か月かかることもある。根本的な治療法は乏しく、基本的に対症療法しかないが、症状が重篤な場合は副腎皮質ステロイドが有効である。再発を数%に認める[11]。

## 罹患した著名人
- 小林香菜 - 元AKB48[12]
- 石栗奏美 - 元OCHA NORMA（ハロー!プロジェクト）[13]
- 福部真子 - 陸上競技選手[14]
- 橋本大輝 - 体操選手[15]